# Acid Red 114
C.I. Acid Red 114 ist ein Disazofarbstoff aus der Gruppe der Direktfarbstoffe, der unter anderem in der Textilbranche zum Färben von Wolle oder Leder verwendet wird.

## Eigenschaften
Acid Red 114 ist als krebserzeugend bekannt.

## Regulierung
Über den Safe Drinking Water and Toxic Enforcement Act of 1986 besteht in Kalifornien seit dem 1. Juli 1992 eine Kennzeichnungspflicht, wenn Acid Red 114 in einem Produkt enthalten ist.

## Externe Links zu erwähnten Verbindungen
1. ↑  Externe Identifikatoren von bzw. Datenbank-Links zu Acid Red 114 (freie Säure):  CAS-Nr.: 25317-45-7, EG-Nr.: 246-827-2, ECHA-InfoCard: 100.042.556, PubChem: 22961, ChemSpider: 20135969, Wikidata: Q81984476.